# 圣瑟兰德卡杜尔讷
圣瑟兰德卡杜尔讷（法語：Saint-Seurin-de-Cadourne，法語發音：[sɛ̃ sœʁɛ̃ də kaduʁn]）是法国吉伦特省的一个市镇，位于该省西北部，梅多克半岛东侧，靠近吉伦特河口，属于莱斯帕尔梅多克区。该市镇总面积15.77平方公里，2009年时的人口为716人。

## 人口
圣瑟兰德卡杜尔讷人口变化图示